# Мария Леополдина Австрийска-Есте
Мария Леополдина Австрийска-Есте (на немски: Maria Leopoldine von Österreich-Este; * 10 декември 1776, Милано; † 23 юни 1848, при Васербург, Бавария) е ерцхерцогиня от Австрия-Есте и курфюрстиня на Бавария (1795 – 1799).

## Живот
Дъщеря е на ерцхерцог Фердинанд Карл фон Австрия-Есте и Мария Беатриче д’Есте.
На 18 години, против нейната воля, Мария Леополдина е омъжена на 15 февруари 1795 г. в дворцовия замък на Инсбрук за 70-годишния си братовчед курфюрст Карл Теодор Баварски от линията Пфалц-Зулцбах. Тя е втората му съпруга. Мария му отказва всякакъв телесен контакт и има сменящи се любовници.
На 12 февруари 1799 г. Карл Теодор получава удар и умира на 16 февруари 1799 г. в Мюнхен. Мария Леополдина живее като вдовица в лятната си резиденция дворец Берг. Понеже живее скандално, тя е изпратена в изгнание в Любляна. Там живее две години в палата на благородник и ражда извънбрачен син от неизвестен мъж. След завръщането си в Бавария купува двореца Щеперг близо до резидентския град Нойбург на Дунав.
На 14 ноември 1804 г. Мария Леополдина се омъжва за граф Лудвиг от Арко. 
Претърпява катастрофа и умира на 23 юни 1848 г. на път за Залцбург при Васербург на Ин. Погребана е в църквата на Щеперг и 1852 г. в гробницата на графовете на Арко в Антониберг. Там построяват гробна капела за курфюрстинята.
- Мария Леополдина Австрийска-Есте като вдовица
- Гробницата-капела за Мария Леополдина от Австрия-Есте

## Деца
- Алойс Николаус Амброс (1808 – 1891), граф на Арко-Щеперг
- Максимилиан Йозеф Бернхард (1811 – 1885), граф на Арко-Цинеберг
- Каролина (1814 – 1815), графиня на Арко